# Jhalawar
Jhalawar är en stad i delstaten Rajasthan i nordvästra Indien. Den är administrativ huvudort för distriktet Jhalawar och hade cirka 67 000 invånare vid folkräkningen 2011. Den var huvudstad för en vasallstat med samma namn 1838-1949. 